# Daniel Brühl
Daniel César Martín Brühl González (Barcelona, 16 de junio de 1978) más conocido como Daniel Brühl, es un actor hispanoalemán. Es conocido por películas como Good Bye, Lenin! (2003), Los edukadores (2004), Joyeux Noël (2005), Inglourious Basterds (2009), EVA (2011), Rush (2013), Colonia (2015), la serie The Alienist (2018) y en el Universo cinematográfico de Marvel como Helmut Zemo en la película Capitán América: Civil War (2016) y en la miniserie The Falcon and The Winter Soldier (2021).

## Biografía
Hijo de la profesora Marisa González Domingo y el director de teatro y televisión alemán Hanno Brühl se conocieron en su estancia en España y se mudaron a Alemania Occidental, donde tuvieron a su primer hijo.
El 16 de junio de 1978 nació Daniel Brühl, en el barrio de Gracia de Barcelona. A las pocas semanas la familia se mudó a Colonia, aunque todos los veranos volvieron a España. Muchos de esos veranos Daniel los pasó en Pratdip, en Tarragona. Desde pequeño es hincha del equipo español F. C. Barcelona. y también es aficionado del equipo alemán F. C. Colonia.
De mayor, Daniel se enfrentó a su padre al comunicarle que quería ser actor, profesión que compaginaba con la de cantante de la banda Purge. De esta manera a finales de los años noventa participó en diversos títulos que le abrieron paso en el cine alemán.[cita requerida]

## Trayectoria
En 2001 inició el rodaje de Nichts bereuen, cuyo director sugirió el nombre de Jessica Schwarz para el principal papel femenino. Daniel se enfadó con la decisión porque la actriz era conocida por haber sido previamente la presentadora de un programa de televisión. Cuando la vio trabajar, se enamoró de ella y se convirtieron en novios. Rompieron su relación en 2010.
En 2002 incrementó su popularidad al protagonizar Vaya con Dios. Al año siguiente esa fama se incrementó al encabezar la plantilla de actores de la película Good Bye, Lenin! (Wolfgang Becker), una comedia en la que un joven (Alex) oculta a su madre recién despertada de un coma que el Muro de Berlín ha caído y con él todas las ideas en las que ella creía. A través de los noticiarios que montan Alex y su amigo Dennis para la enferma, el realizador realiza una crítica llena de ironía de la Alemania comunista así como su antagonista, el mundo capitalista, a la vez que hace un elogio de la familia. La película se convirtió en un fenómeno social.
Daniel ganó el premio al mejor actor de la Academia de Cine de Alemania. Meses más tarde cosechó el premio de la Academia de Cine Europeo, así como el galardón del público. Tras la ceremonia declaró su interés por trabajar con Julio Médem y Fernando León de Aranoa. Meses después acudió a la entrega de los Premios Sant Jordi. Por estas razones Daniel pasó a formar parte de la promoción Shooting Star de 2002, cuyo objetivo es promocionar a nuevos actores europeos.
En 2004 Daniel siguió apuntándose a películas de corte social como Los edukadores, en la que dio vida a un joven rebelde, que de forma coordinada junto con un compañero de piso penetraba en las casas de los ricos para desordenar sus valiosas pertenencias, dejándoles una nota con un mensaje social. En el estreno el actor lamentó la falta de ideales de la juventud y la deshumanización progresiva que aparejaba el proceso de globalización. Al mismo tiempo algún crítico reprochaba al filme que instalarse en casas no equivalía a efectuar un acto subversivo.
A pesar de esos reproches, Daniel volvió a ganar el premio del público de la Academia del Cine Europeo por el papel, pero perdió el galardón oficial que fue a parar a Javier Bardem. Daniel no pudo acudir a la gala en Barcelona por haberse roto el pie y fue en su lugar el actor Charles Dance, que había debutado como director con el filme La última primavera.
En ella Daniel encarnó a un violinista que naufragaba en las costas del Reino Unido, donde conocía a dos mujeres mayores (Judi Dench y Maggie Smith) y una pintora (Natascha McElhone). Para poder realizar el papel tuvo que aprender a tocar el instrumento con el cual el personaje se ganaba la vida. Impresionado por compartir plantel con dos actrices tan reconocidas, el intérprete se tomó un whisky para relajarse antes de la primera toma, tanto más considerando que una de ellas (Judi Dench) debía enamorase de él en la ficción tras una vida solitaria y sin más amor que el de su propia hermana. Daniel acabó encantado con la experiencia: «son dos actrices tan espléndidas que, incluso después de una carrera tan impresionante como la suya, no caen en la rutina ni en la amargura que a veces se percibe en los actores mayores».
Al año siguiente se estrenó Feliz Navidad, cinta sobre los primeros días de la I Guerra Mundial en la que soldados de países enemigos pactaban una tregua el día de Navidad. Daniel interpretó a un teniente alemán reacio en principio a cualquier irregularidad que logra empatizar con su homólogo francés, un ser del cual se habría convertido en un posible amigo en otras circunstancias.
El actor finalizó el año rodando dos películas en su ciudad natal. La primera,  Cargo, con guion de Paul Laverty (marido de Icíar Bollaín) lo obligó (junto a Luis Tosar) a permanecer en un barco que llegó a detestar y que le privó en buena parte de una de sus aficiones: hacer fotografías por las calles de Barcelona, en la que en agosto encarnó a Salvador Puig Antich (el último preso ajusticiado por garrote vil en la Dictadura) en la película biográfica Salvador (Puig Antich); papel para el cual se había barajado los nombre de Unax Ugalde y Manu Fullola. El productor Jaume Roures y Manuel Huerga, a quienes les había encantado Good Bye, Lenin!, le llamaron. Daniel dijo en principio que no, pero su padre le convenció de que aceptase el trabajo. De esta manera Daniel se unió al resto del reparto, constituido por Leonardo Sbaraglia, Tristán Ulloa, Cuca Escribano y Leonor Watling. Mientras Daniel aprendía catalán para el papel, pudo observar de cerca la realidad del país: el 17 de agosto declaró ante la prensa que en España existe un racismo latente en la sociedad, tal como demostraban los incidentes acaecidos en los estadios de fútbol durante aquel año. Según prosiguió el rodaje, el actor se empapó de la historia del franquismo a la vez que conectaba con su propia historia familiar: Hanno había sido un activo anti-franquista, y su tío había cubierto el Proceso de Burgos.
Daniel se había transformado en un actor que compagina su carrera en Alemania, España y Gran Bretaña. Daniel Brühl no permanece ajeno a la realidad alemana, tal como demostró al unir su firma a la de Unión de Palacio, asociación que se opuso en enero de 2006 a la demolición del Palast der Republik, edificio principal del gobierno de la República Democrática Alemana, que acabó siendo demolido.
En marzo, mientras se estrenaba Cargo, Daniel se trasladó a San Petersburgo para filmar In Transit, debut en la dirección del fotógrafo Sergei Astakhov. John Malkovich, Vera Farmiga, Ingeborga Dapkunaite y Thomas Kretschmann acompañaron a Brühl en el reparto sobre este filme sobre el traslado de prisioneros de guerra rusos.
Finalizado el rodaje, Daniel Brühl ejerció de miembro del jurado del Festival de Cannes 2006 en las categorías correspondientes a los cortometrajes, aprovechando la presentación de Salvador en la sección Una cierta mirada. A su regreso estudió las ofertas de Álex de la Iglesia de protagonizar el filme Los crímenes de Oxford y de Gonzalo Tapia (El enviado) -que finalmente no se concretaron-mientras empezó a filmar Dos días en París dirigido por Julie Delpy. En ella interpretó a un joven que aconsejaba al protagonista sobre su vida amorosa mientras hacía tiempo para hacer un boicot comercial a los establecimientos de McDonald's.
El 18 de diciembre se anunciaba su primera candidatura a los Premios Goya por Salvador (Puig Antich), a la que se sumarían sus respectivas nominaciones para los Fotogramas de Plata, la Unión de Actores y las medallas que otorga el Círculo de Escritos Cinematográficos. El primero de los galardones se lo llevaría Juan Diego, quien se lo dedicó a los compañeros de terna. José Corbacho, maestro de la gala, invitaba a Brühl a agradecer la candidatura públicamente. El actor aprovechaba tal oportunidad para homenajear a la familia de Puig Antich, presente en el Palacio de los Congresos, donde tenía lugar la gala. Cabe destacar que en esta gala había dos candidatos extranjeros en la categoría a mejor actor, Viggo Mortensen (Estados Unidos) y el propio Brühl.
En 2007 el actor estrenó El ultimatum de Bourne, donde encarnó al hermano de la novia del protagonista –fallecida en un largometraje previo de la franquicia– y rodó Un tranvía en SP, rodeado de actores como Héctor Alterio, Julieta Serrano o Ramón Barea.
En 2007 también es la imagen de la nueva campaña de Purificación García otoño-invierno junto a la actriz española María Valverde. 
En 2009 volvió a trabajar en Hollywood en la famosa y galardonada película de Quentin Tarantino, Inglorious Bastards donde da vida al soldado alemán "Fredrick Zoller", con este filme se hizo muy conocido por el público en general.
En 2011 abrió un bar de tapas llamado "El Raval" en el popular barrio berlinés de Kreuzberg.
El 10 de enero de 2012 el actor tuvo su segunda nominación por la Academia de las Artes y las Ciencias Cinematográficas de España a los Premios Goya como mejor interpretación masculina por la película EVA. Este año, junto con la actriz mexicana Salma Hayek, se convierten en los dos actores internacionales en recibir nominación en los Premios Goya.
Protagoniza en el 2012 junto al actor australiano Chris Hemsworth el filme Rush, dando vida al piloto de Fórmula 1 Niki Lauda. La película se basa en la temporada de Fórmula 1 de 1976 y el duelo entre los pilotos James Hunt y Niki Lauda. Estrenada en el primer trimestre del 2013, dirigida por Ron Howard y escrita por Peter Morgan.
En septiembre de 2012 publicó su primer libro, en alemán, que lleva por título "Ein Tag in Barcelona" (Un día en Barcelona) el cual constituye un recorrido por la capital catalana, por las esquinas que más le gustan y encontrándose con "gente peculiar, amigos y familia". En el Festival Internacional de Cine de Pionyang le otorgaron el premio al mejor actor por su papel en el filme Unidos por un sueño ("Der ganz große Traum"). En ese mismo año se confirmó su participación junto a Philip Seymour Hoffman, Rachel McAdams, Robin Wright y Willem Dafoe en la película El hombre más buscado (2014), una adaptación del libro de John le Carré bajo la dirección de Anton Corbijn.
En 2016 actuó en la película Capitán América: Civil War de Marvel Studios, en el papel de Helmut Zemo. En 2021 volvió a interpretar al personaje en la serie The Falcon and The Winter Soldier de Disney+.
En 2023 actuará en la película chileno-española La contadora de películas una comedia dramática  dirigida por Lone Scherfig, ambientado en los años 60 en una salitrera del Desierto de Atacama. Un año después protagonizó la serie de televisión francesa Becoming Karl Lagerfeld, interpretando al propio Karl Lagerfeld, que se estrenó en Disney+.

## Filmografía

### Cine
| Año  | Título                           | Rol                   | Notas                        |
| ---- | -------------------------------- | --------------------- | ---------------------------- |
| 1999 | Paradise Mall                    | Checo                 |                              |
| 1999 | Le château des singes            | Kom                   | Voz de doblaje en alemán     |
| 2000 | A Handful of Grass               | Bernd                 |                              |
| 2000 | Deeply                           | Jay                   |                              |
| 2000 | No More School (Schule)          | Markus Baasweiler     |                              |
| 2001 | Honolulu (Honolulu Baby)         | Marek                 |                              |
| 2001 | Not Regrets                      | Daniel                |                              |
| 2001 | The White Sound                  | Lukas                 |                              |
| 2002 | Vaya con Dios                    | Arbo                  |                              |
| 2002 | Elephant Heart                   | Marko                 |                              |
| 2003 | Good Bye, Lenin!                 | Alexander Kerner      |                              |
| 2003 | Die Klasse von '99               | Schnubbi              |                              |
| 2003 | Brother Bear                     | Kenai                 | Voz de doblaje alemán        |
| 2004 | Love in Thoughts                 | Paul Krantz           |                              |
| 2004 | Los edukadores                   | Jan                   |                              |
| 2004 | La última primavera              | Andrea Marowski       |                              |
| 2004 | Farland                          | Frank                 |                              |
| 2005 | Joyeux Noël                      | Teniente Hortsmayer   |                              |
| 2006 | Cargo                            | Chris                 |                              |
| 2006 | Cars                             | Rayo McQueen          | Voz de doblaje alemán        |
| 2006 | Salvador                         | Salvador Puig Antich  |                              |
| 2006 | A Friend of Mine                 | Karl                  |                              |
| 2006 | Brother Bear 2                   | Kenai                 | Voz de doblaje alemán        |
| 2007 | Dos días en París                | Lukas                 |                              |
| 2007 | El ultimátum de Bourne           | Martin Kreutz         |                              |
| 2008 | In Tranzit                       | Klaus Prompst         |                              |
| 2008 | Un poco de chocolate             | Marcos                |                              |
| 2008 | Krabat y el molino del diablo    | Tonda                 |                              |
| 2009 | John Rabe                        | Dr. Georg Rosen       |                              |
| 2009 | The Countess                     | Istvan Thurzo         |                              |
| 2009 | Inglourious Basterds             | Fredrick Zoller       |                              |
| 2009 | Lila, Lila                       | David Kern            |                              |
| 2009 | Las madres de Elna               | Amaro                 |                              |
| 2009 | Dinosaurier                      | Tobias Hardmann       |                              |
| 2010 | La calle del rey                 | Rupert                |                              |
| 2010 | The Coming Days                  | Hans Krämer           |                              |
| 2011 | Unidos por un sueño              | Konrad Koch           |                              |
| 2011 | All Together                     | Dirk                  |                              |
| 2011 | Eva                              | Álex Garel            |                              |
| 2011 | Intruders                        | Padre Antonio         |                              |
| 2012 | Dos días en Nueva York           | The Fairy             |                              |
| 2012 | The Pelayos                      | Iván Pelayo           |                              |
| 2012 | 7 días en La Habana              | Leonardo              |                              |
| 2013 | Rush                             | Niki Lauda            |                              |
| 2013 | The Fifth Estate                 | Daniel Domscheit-Berg |                              |
| 2014 | El hombre más buscado            | Maximilian            |                              |
| 2014 | The Face of an Angel             | Thomas                |                              |
| 2015 | Woman in Gold                    | Hubertus Czernin      |                              |
| 2015 | Colonia Dignidad                 | Daniel                |                              |
| 2015 | Ich und Kaminski                 | Sebastian Zöllner     |                              |
| 2015 | Burnt                            | Tony Balerdi          |                              |
| 2016 | Alone in Berlin                  | Inspector Escherich   |                              |
| 2016 | Capitán América: Civil War       | Helmut Zemo           |                              |
| 2016 | Killing for Love                 | Jens Söring           | Película documental          |
| 2017 | The Zookeeper's Wife             | Lutz Heck             |                              |
| 2018 | The Cloverfield Paradox          | Ernst Schmidt         |                              |
| 2018 | Entebbe                          | Wilfried Böse         |                              |
| 2019 | My Zoe                           | Thomas Fischer        | También productor ejecutivo  |
| 2021 | The King's Man                   | Erik Hanussen         |                              |
| 2021 | Next Door                        | Daniel Weltz          | También director y productor |
| 2022 | Sin novedad en el frente         | Matthias Erzberger    | También productor ejecutivo  |
| 2023 | La contadora de películas        | Nansen                |                              |
| 2024 | Race for Glory: Audi vs. Lancia  | Roland Gumpert        |                              |
| 2024 | Eden                             | Harry Wittmer         |                              |
| TBA  | The Collaboration                | Bruno Bischofberger   |                              |
| TBA  | The Entertainment System Is Down |                       |                              |

### Televisión
| Año       | Título                            | Rol                   | Notas                                    |
| --------- | --------------------------------- | --------------------- | ---------------------------------------- |
| 1995      | Verbotene Liebe                   | Benji Kirchner        | 16 episodios                             |
| 1995      | Svens Geheimnis                   | —                     | Película de televisión                   |
| 1996      | Der Pakt - Wenn Kinder töten      | Nikolas Koll          | Película de televisión                   |
| 1997      | Freunde fürs Leben                | Leander Heiden        | 4 episodios                              |
| 1997      | Polizeiruf 110                    | Robert Voigt          | Episodio: «Der Sohn der Kommissarin»     |
| 1998      | SOKO München                      | Knut                  | Episodio: «Ausgetrickst»                 |
| 1998–2000 | Tatort                            | Achim                 | 2 episodios                              |
| 1998      | Blutiger Ernst                    | Reinhold Gerwander    | Película de televisión                   |
| 1999      | Hin und weg                       | David                 | Película de televisión                   |
| 1999      | Sturmzeit                         | Chris Rathenberg      | Episodio: «Teil 4»                       |
| 1999      | Ein mörderischer Plan             | Reini Pfaff           | Película de televisión                   |
| 2000      | Eine öffentliche Affäre           | —                     | Extra                                    |
| 2014      | The Trip                          | Patrón en Terrace Bar | Episodio: «Il Cenobio dei Dogi, Camogli» |
| 2018–2020 | The Alienist                      | Dr. Laszlo Kreizler   | Rol principal                            |
| 2021      | The Falcon and the Winter Soldier | Helmut Zemo           | Serie de Disney+; 5 episodios            |
| 2024      | Becoming Karl Lagerfeld           | Karl Lagerfeld        | Protagonista                             |
| 2024      | La Franquicia                     | Eric                  | Serie: 1 episodio                        |

## Premios

### Principales galardones y candidaturas
Globo de Oro
| Año  | Categoría                                           | Película     | Resultado |
| ---- | --------------------------------------------------- | ------------ | --------- |
| 2013 | Mejor Actor de Reparto                              | Rush         | Nominado  |
| 2018 | Mejor Actor en Miniserie o Película para Televisión | The Alienist | Nominado  |

Premios BAFTA
| Año  | Categoría              | Película | Resultado |
| ---- | ---------------------- | -------- | --------- |
| 2013 | Mejor Actor de Reparto | Rush     | Nominado  |

Premios del Sindicato de Actores
| Año  | Categoría              | Película             | Resultado |
| ---- | ---------------------- | -------------------- | --------- |
| 2013 | Mejor actor de reparto | Rush                 | Nominado  |
| 2009 | Mejor Reparto          | Inglourious Basterds | Ganador   |

Festival Internacional de Cine de Berlín
- Shooting Star (2003)

Academia de Cine Europeo
- Mejor actor europeo (2003)
- Mejor actor europeo según la audiencia (2003, 2004)
- Candidato al premio de mejor actor europeo (2004)

Premios Goya
| Año  | Categoría                                   | Película               | Resultado |
| ---- | ------------------------------------------- | ---------------------- | --------- |
| 2006 | Mejor interpretación masculina protagonista | Salvador (Puig Antich) | Nominado  |
| 2011 | Mejor interpretación masculina protagonista | EVA                    | Nominado  |

Medallas del Círculo de Escritores Cinematográficos
| Año  | Categoría   | Película | Resultado |
| ---- | ----------- | -------- | --------- |
| 2006 | Mejor actor | Salvador | Nominado  |
| 2011 | Mejor actor | Eva      | Nominado  |

Unión de Actores
- Candidato al premio de mejor actor protagonista de cine (2006)

Fotogramas de Plata
- Candidato al Fotogramas de Plata al mejor actor de cine (2006)

2003 Good Bye, Lenin! Deutscher Filmpreis a la mejor interpretación de un actor principal.

### Otras menciones
- Premio del cine Bávaro (2002) — Mejor actor joven por su interpretación en la película: Good Bye, Lenin!
- Premio del cine Alegan (2003), premio al mejor actor principal por su interpretación en la película: Good Bye, Lenin!
- Premio Bambi (2003) — Mejor interpretación conjunta, por su interpretación en la película: Good Bye, Lenin!
- Premio de la Asociación de Críticos de Cine Alemanes (2003), por su interpretación en la película: Good Bye, Lenin!
- Premio del Cine de Barcelona (2006) Mejor Actor (Premio de la crítica) por Salvador (Puig Antich)
- Premios Gaudí o Premios de la Academia del Cine Catalán "Gaudí" por su interpretación en Salvador (Puig Antich).